# 요술램프
《요술램프》은 대한민국의 케이블 방송 채널인 MBC every1에서 방영된 텔레비전 프로그램이다.

## 기획 의도
- 각자 치열하게 살던 일곱 남자들이 프랑스 남부 몽펠리어에서 펼치는 여행 리얼리티 프로그램.

## 출연진
- 김재중 (JYJ 멤버)
- 정한 (세븐틴 멤버)
- 디노 (세븐틴 멤버)
- 강희
- 이주안
- 준피
- 탄 (싸이퍼 전 멤버)